# Takahashi Takeo (cầu thủ bóng đá)
Takahashi Takeo (trước đây là Kimura Takeo; sinh ngày 13 tháng 5 năm 1947) là một huấn luyện viên bóng đá và cựu cầu thủ người Nhật Bản. Họ của ông ban đầu là Kimura nhưng thay đổi nó sau khi kết hôn, đã lấy theo họ gia đình vợ.

## Thống kê câu lạc bộ
| Câu lạc bộ | Câu lạc bộ    | Câu lạc bộ | Giải đấu | Giải đấu  |
| Mùa        | CLB           | Giải       | Số trận  | Bàn thắng |
| ---------- | ------------- | ---------- | -------- | --------- |
| 1966       | Điện Furukawa | JSL Hạng 1 | 10       | 6         |
| 1967       | Điện Furukawa | JSL Hạng 1 | 13       | 15        |
| 1968       | Điện Furukawa | JSL Hạng 1 | 12       | 6         |
| 1969       | Điện Furukawa | JSL Hạng 1 | 14       | 6         |
| 1970       | Điện Furukawa | JSL Hạng 1 | 13       | 6         |
| 1971       | Điện Furukawa | JSL Hạng 1 | 14       | 3         |
| 1972       | Điện Furukawa | JSL Hạng 1 | 8        | 3         |
| 1973       | Điện Furukawa | JSL Hạng 1 | 9        | 2         |
| Quốc gia   | Nhật Bản      | Nhật Bản   | 93       | 47        |
| Tổng       | Tổng          | Tổng       | 93       | 47        |

## Thống kê đội tuyển
| Đội tuyển bóng đá Nhật Bản | Đội tuyển bóng đá Nhật Bản | Đội tuyển bóng đá Nhật Bản |
| Năm                        | Trận                       | Bàn                        |
| -------------------------- | -------------------------- | -------------------------- |
| 1966                       | 2                          | 1                          |
| 1967                       | 1                          | 0                          |
| 1968                       | 2                          | 0                          |
| 1969                       | 1                          | 0                          |
| 1970                       | 8                          | 3                          |
| Tổng cộng                  | 14                         | 4                          |

## Danh hiệu cá nhân
- Vua phá lưới Japan Soccer League: 1967
- Đội hình tiêu biểu Japan Soccer League: 1967
- Giải tinh thần chiến đấu Japan Soccer League: 1967